# Chiesa di San Vidal

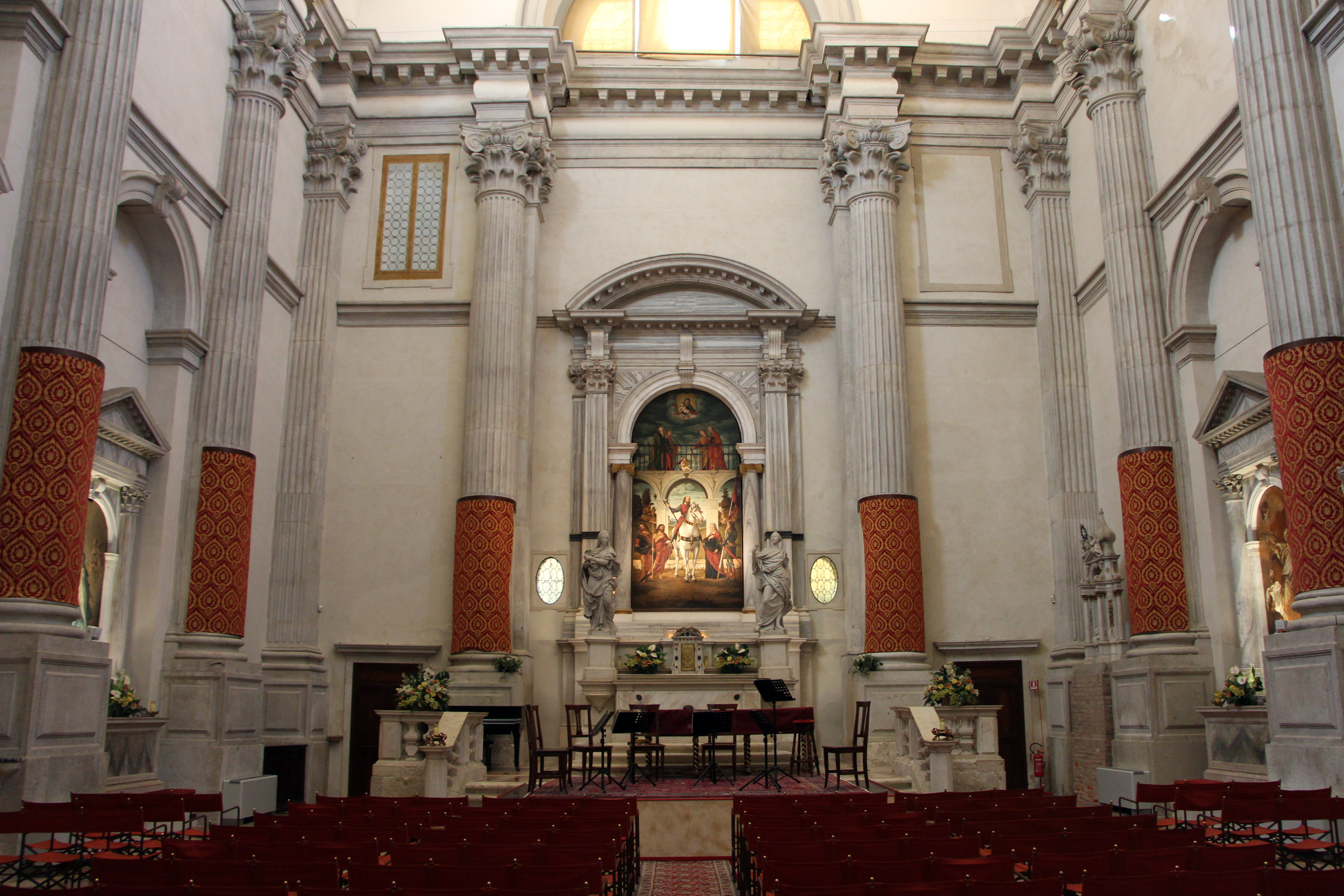
Interno

La chiesa di San Vidal è un edificio religioso della città di Venezia, situato nel sestiere di San Marco, non lontano dal ponte dell'Accademia. La chiesa fa parte dell'associazione Chorus Venezia.

## Storia
La chiesa di San Vidal fu fondata nel 1084 durante il dogado di Vitale Falier. L'edificio venne ristrutturato verso la fine del XII sec. Un ulteriore rifacimento della chiesa avvenne alla fine del XVII secolo con l'intenzione di trasformarne la facciata in un grandioso monumento a Francesco Morosini, doge dal 1688 al 1694. Il progetto venne affidato ad Antonio Gaspari che presentò una serie di progetti liberamente ispirati a quello della chiesa romana di Sant'Andrea al Quirinale. Alla fine gli eredi del Morosini abbandonarono il progetto e, a seguito di un cambio di mecenati, la nuova chiesa fu eretta ad opera di Andrea Tirali.
La chiesa, chiusa al culto, fu per molti anni sede dell'Unione Cattolica Artisti Italiani e la sua sacrestia usata come spazio espositivo per opere di arte moderna e contemporanea. In seguito è stata adibita a spazio per concerti di musica classica e barocca.

## Descrizione

### Esterno

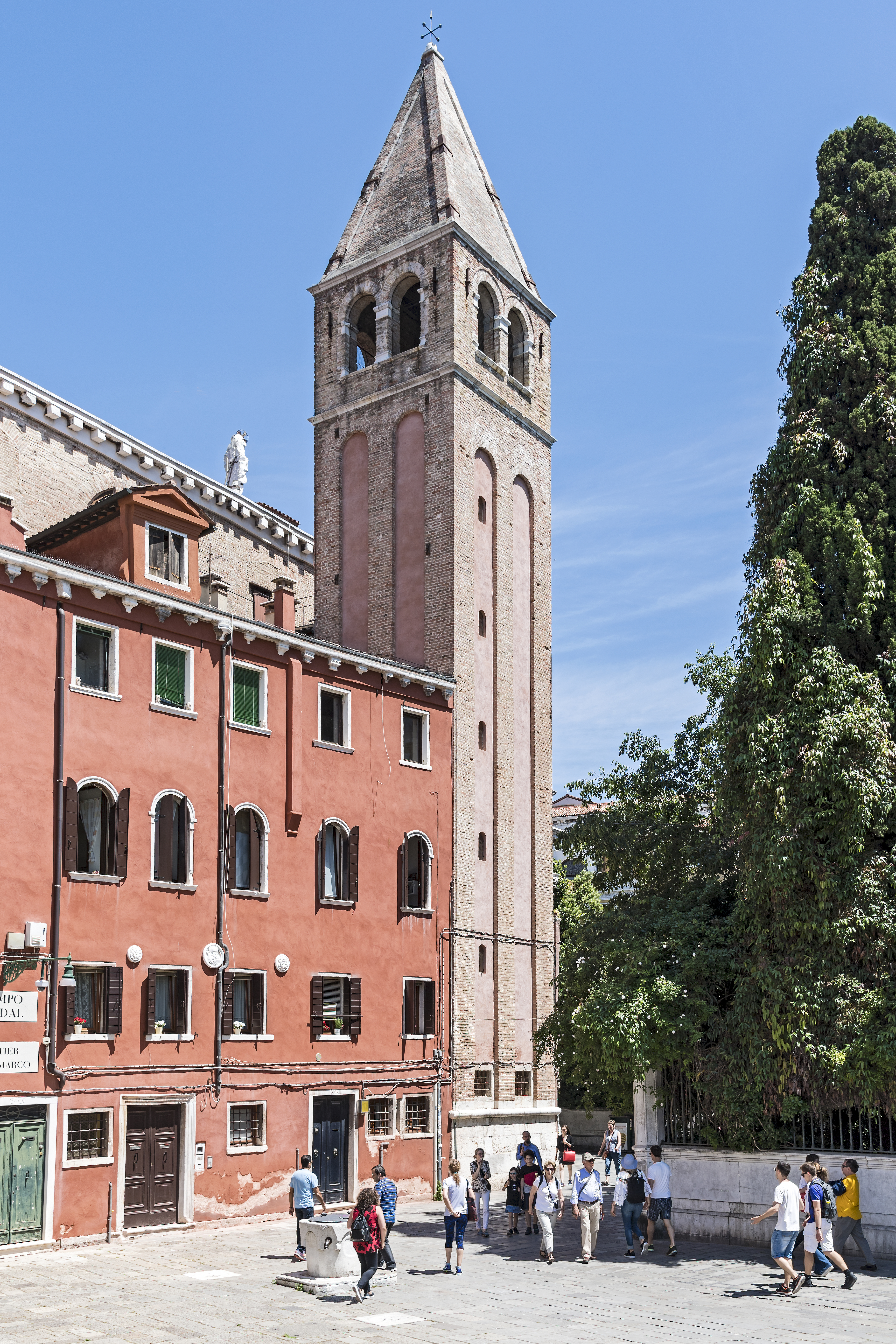
Il campanile in campo san Vidale

L'edificio si trova accanto a  Rio di San Vidal e il prospetto principale si affaccia sull'omonimo Campo. Si presenta con forme classicheggianti secondo uno schema palladiano e ospita su due urne laterali i ritratti scolpiti del doge Carlo Contarini e della moglie Paolina Loredan, in memoria del lascito con cui ne fu finanziata la realizzazione. Col suo andamento tripartito a salienti maschera la navata unica della chiesa, in quanto quelle che appaiono come navate laterali ospitano in realtà abitazioni, i cui affitti fornirono ai parroci il denaro necessario per l'erezione dell'attuale edificio.

### Interno
L'interno, dal soffitto a volta, presenta una struttura a navata unica, con tre altari secondari su ciascun lato. Il primo altare di sinistra è decorato dal dipinto Immacolata Concezione di Sebastiano Ricci. Nel secondo altare di sinistra si trova la pala Cristo crocifisso e gli apostoli di Giulia Lama, affiancata da due sculture di epoca settecentesca, Il patriarca Simeone e San Giuseppe, attribuibili ad Antonio Tarsia, mentre la lunetta superiore è decorata dall'Ascensione di Antonio Vassilacchi. Il terzo altare di sinistra ospita un dipinto della scuola di Giovanni Battista Piazzetta, San Sebastiano e san Rocco, di Angelo Trevisan.
L'altare maggiore si trova in posizione isolata al centro del presbiterio ed è affiancato da due statue di Antonio Gai raffiguranti La Fortezza e La Fede. A fare da sfondo al presbiterio è la grande pala San Vitale a cavallo e santi, noto anche come Gloria di san Vitale o Pala di San Vidal, realizzato da Vittore Carpaccio nel 1514.
Sul lato destro, il primo altare ospita opere di Giovanni Antonio Pellegrini (San Giuseppe, san Francesco di Paola e il Salvatore in gloria). Il secondo altare è ornato da sculture firmate da Antonio Tarsia, L'Annunciazione della Vergine, San Domenico e Santa Rosa; completa l'ornamento L'Assunzione di Antonio Vassilacchi, posta nella lunetta superiore. Nel terzo altare si trova una pala del 1730 realizzata da Giovanni Battista Piazzetta e raffigurante L'Angelo Raffaele, san Luigi e sant'Antonio da Padova.
Altre opere si trovano nella sacrestia: La morte di sant'Ursicino di Gregorio Lazzarini e Il martirio di san Vitale, dipinto settecentesco di scuola veneziana.
La tradizione racconta che nella chiesa di San Vidal fu posta la sepoltura del famoso musicista veneziano Baldassare Galuppi, ma non vi è alcuna lapide commemorativa a testimoniarlo.
Il campanile, inglobato nella fabbrica, sul lato rivolto verso il ponte dell'Accademia presenta incastrata nella base una lapide in pietra bianca con un'iscrizione di epoca romana, collocata in questa posizione fin dal Cinquecento.

## Nella cultura di massa
Nella chiesa si svolge l'ultima scena del film del 1970 Anonimo veneziano, diretto da Enrico Maria Salerno.